# Forderungsaufstellung
Die Forderungsaufstellung ist in vielen Fachgebieten eine Liste, die mehrere Forderungen beinhaltet.

## Allgemeines
Die Forderungsaufstellung enthält eine vollständige Aufzählung aller Forderungen (Debitoren) eines Gläubigers, aufgeschlüsselt nach Forderungsbetrag, Schuldner, Laufzeit, Fälligkeit und etwaigen Sicherungsrechten (wie Eigentumsvorbehalt). Diese Daten stammen aus der Debitorenbuchhaltung. Die Forderungsaufstellung weist im Handel in der Regel zunächst nur die „offenen Posten“ aus der laufenden Geschäftsbeziehung zu Debitoren aus.   

## Arten
Bei der Inventur ist die Forderungsaufstellung ein Bestandteil des Inventars und wird vom Wirtschaftsprüfer zur Beurteilung von Vollständigkeit und Richtigkeit des Forderungsbestandes durch Saldenbestätigung als Anfrage bei den Schuldnern vorgenommen, so dass in der Bilanz des Gläubigers keine fingierten Forderungen aktiviert werden. Forderungsaufstellungen spielen auch beim Forderungsmanagement eine große Rolle. Bei der Sicherungsabtretung dient die Forderungsaufstellung gemäß Sicherungsvertrag bei Global- und Mantelzession dem kreditgebenden Kreditinstitut mindestens als deklaratorischer Nachweis zur Ermittlung des Beleihungswerts oder sogar als konstitutiver Entstehungsgrund der Zession. 
Sollen Forderungen (beispielsweise zweifelhafte Forderungen) auf ein Inkassounternehmen übertragen werden, ist diesem eine Forderungsaufstellung mit zusätzlichen Angaben wie Haupt-Forderung und alle Kosten der Beitreibung (zum Beispiel Mahngebühren, Verzugszinsen, das Inkasso und ggf. die weitere Rechtsverfolgung) einzureichen. Bei der Insolvenz hat der (vorläufige) Insolvenzverwalter von den Gläubigern gemäß § 152 Insolvenzordnung (InsO) eine Forderungsaufstellung (Gläubigerverzeichnis) anzufordern, um die Höhe der bestehenden Verbindlichkeiten quantifizieren zu können. Da diese mit unterschiedlichem Rang zu berücksichtigen sind, muss die Forderungsaufstellung Haupt- und Nebenforderungen sowie Arten von Gläubigern (etwa vorrangig zu berücksichtigende Arbeitnehmer) getrennt ausweisen. Bei der Privatinsolvenz besitzen die Schuldner oft keinen Überblick mehr über die Anzahl ihrer Gläubiger, so dass die Forderungsaufstellung anhand vorliegender Rechnungen anzufertigen ist. Bei der Pfändung von Forderungen hat der Antrag an das Vollstreckungsgericht die zu pfändende Forderung ebenfalls genau zu bestimmen.

## Inhalt der Forderungsaufstellung
Die Forderungsaufstellung muss enthalten:
- Hauptforderung(en) des Gläubigers einschließlich Rückstände,
- Nebenforderungen wie zum Beispiel außergerichtliche Mahnkosten,
- Kosten, etwa für Anwalt, Gericht und Gerichtsvollzieher,
- Zusammenfassung sämtlicher Zahlungseingänge,
- detaillierter Ausweis jeder Zahlung und deren Verrechnung,
- Aufstellung der zum Berechnungsstichtag weiterhin offenen Restforderung(en),
- Aufstellung der berechneten Zinsen, Verzugszinsen und solche nach § 104 ZPO.

Von jedem Schuldner ist eine separate Forderungsaufstellung unter expliziter Ausweisung der vorgenannten Positionen vorzunehmen.